# Sváfa
Sváfa ou Sváva na Mitologia Nórdica é uma valquíria e filha do rei Eylimi. Consequentemente ela era provavelmente tia materna de Siegfried, o matador de dragões, embora isso não seja mencionado explicitamente no Helgakviða Hjörvarðssonar onde a história de Svafa aparece.

## Mito
Sváva era protetora do heroi Helgi quando criança, ela encarnou como a princesa Sigrun posteriormente se casando com Helgi; essa lenda descreve uma crença antiga que considerava as Valquírias como espíritos guardiões de algumas famílias, sendo ligadas a certo heróis por toda vida, reencarnando sempre na mesma família para auxiliar e proteger seus descendentes.